# Nena (supercontinent)
Pour les articles homonymes, voir Nena.

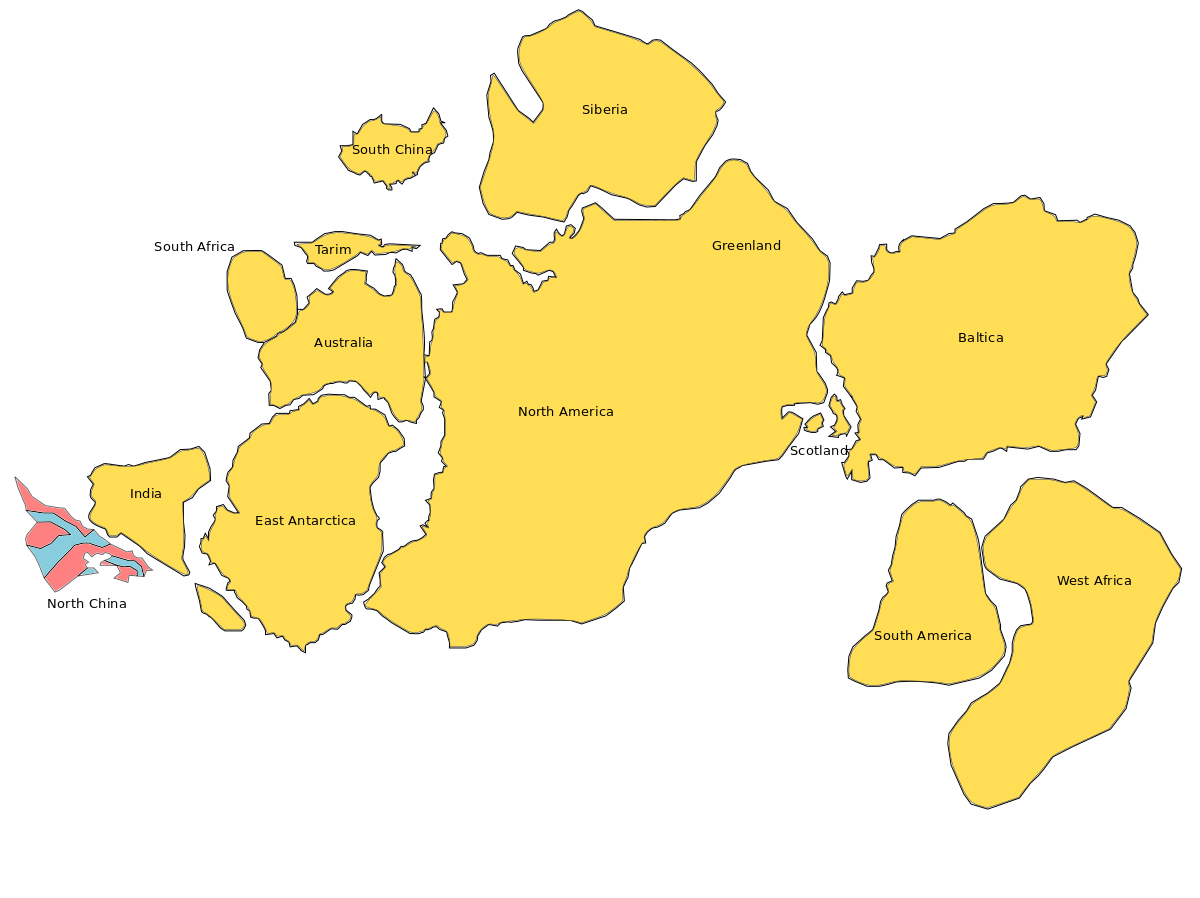
Orientation des différents continents dans le supercontinent Columbia.

Nena était un ancien supercontinent mineur qui correspondait à un craton de l'Arctica, la Sibérie, la Baltica, et l'Est Antarctique.
Nena a été formé vers 1 950 Ma puis est devenu une partie du supercontinent Columbia vers 1 820 Ma. Nena s'est divisé vers 590 Ma.